# Crosta (Großdubrau)

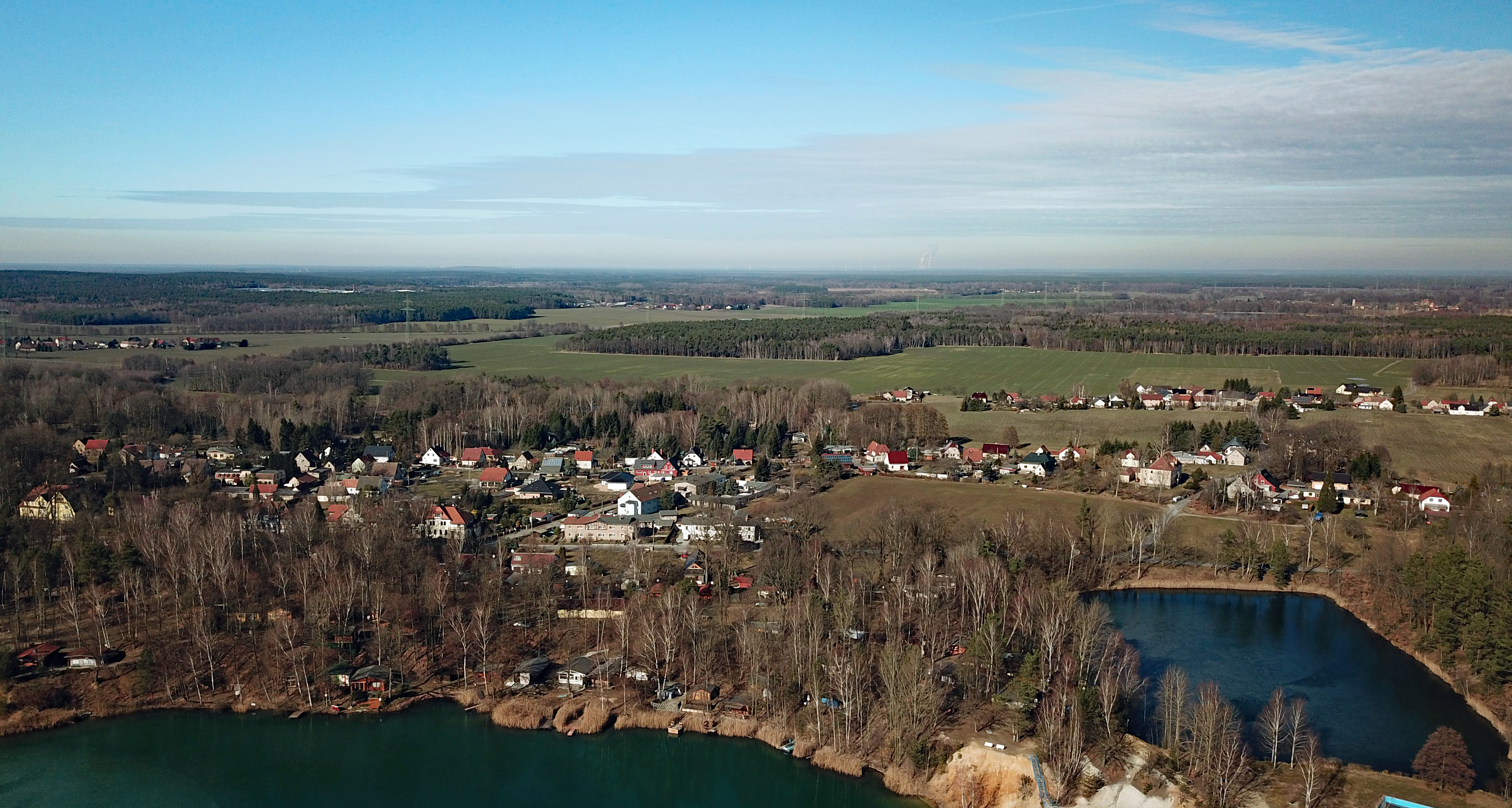
Luftbild

Crosta, obersorbisch Chróstⓘ, ist ein Ortsteil der Gemeinde Großdubrau im Landkreis Bautzen in Sachsen. Der Ort gehört zum anerkannten sorbischen Siedlungsgebiet.

## Geografie
Crosta liegt in der Oberlausitz im Biosphärenreservat Oberlausitzer Heide- und Teichlandschaft. Umliegende Ortschaften sind der zur Gemeinde Radibor gehörende Ortsteil Milkel im Norden, Jetscheba und Kauppa im Nordosten, Brehmen im Südosten, Großdubrau im Süden sowie die wiederum zur Gemeinde Radibor gehörenden Ortsteile Camina im Südwesten, Lomske im Westen und Droben im Nordwesten.
Durch Crosta verläuft die Kreisstraße 7212, welche den Ort mit dem einen Kilometer westlich liegenden Lomske und dem einen Kilometer südlich liegenden Großdubrau verbindet.

## Geschichte
Crosta wurde erstmals im Jahr 1353 als Grust urkundlich erwähnt. In der Folgezeit änderte sich der Ortsname von Crostaw (1419) über Croste/Kroste (1461/1526) und Crusta (1541) zu Crosta im Jahr 1596. 1629 war der Ort als Crost verzeichnet. Der Ort stand ab spätestes 1777 unter der Grundherrschaft des Rittergutes Milkel. Seit dem 16. Jahrhundert gehört Crosta zur Kirchengemeinde Milkel.
Crosta war bis 1910 ein Ortsteil der Landgemeinde Lomske und wurde danach selbstständig. Am 25. Juli 1952 wurde Crosta dem damals neu gebildeten Kreis Bautzen zugeordnet. Nach der Wende wurde Crosta am 1. Januar 1992 nach Großdubrau eingemeindet, welche zur Kreisreform am 1. August 1994 dem alten Landkreis Bautzen zugeordnet wurde. Seit der Kreisreform in Sachsen vom 1. August 2008 gehört Crosta zum Landkreis Bautzen.

## Bevölkerung und Sprache
Für das Jahr 1777 waren in Crosta zwei besessene Mann, drei Gärtner und fünf Häusler verzeichnet. 1834 hatte der Ort 63 Einwohner. Bis 1871 stieg die Einwohnerzahl auf 101 Einwohner an, danach fiel die Einwohnerzahl wieder auf 95 zurück (1890). In den folgenden zwanzig Jahren stieg die Einwohnerzahl sehr stark an, 1910 hatte Crosta 741 Einwohner. Im Jahr 1925 hatte Crosta 680 Einwohner, davon waren 589 evangelisch-lutherischer Konfession und 62 Katholiken. Nach dem Zweiten Weltkrieg stieg die Einwohnerzahl erneut auf 758 im Jahr 1950 an, seitdem sinkt sie wieder.
Für seine Statistik über die sorbische Bevölkerung in der Oberlausitz ermittelte Arnošt Muka für das Jahr 1884 eine Bevölkerungszahl von 233 Einwohnern; davon waren 218 Sorben (94 %). Ernst Tschernik zählte in der Gemeinde Crosta 1956 nur noch einen sorbischsprachigen Anteil von 20 %.

## Tourismus
Überregionale Bekanntheit erlangte der Ort durch das Naherholungszentrum Blaue Adria.